# Svazek obcí mikroregionu Pod Chlumem
Svazek obcí mikroregionu Pod Chlumem je dobrovolný svazek obcí podle zákona v okresu Kolín, jeho sídlem je Radovesnice I a jeho cílem je celkový rozvoj mikroregionu, ÚP a cestovního ruchu. Sdružuje celkem 9 obcí a byl založen v roce 2001.

## Obce sdružené v mikroregionu
- Radovesnice I
- Lošany
- Křečhoř
- Ratboř
- Kořenice
- Kbel
- Bečváry
- Drahobudice
- Pašinka